# Präsidentschafts- und Parlamentswahl in Kenia 1997
Die Präsidentschafts- und Parlamentswahl in Kenia 1997 fand am 29. Dezember statt. Bei ihr wurden der Staatspräsident und die Mitglieder der Nationalversammlung gewählt.

## Ergebnis

### Präsidentschaftswahl
| Kandidaten                                                  | Parteien                           | Stimmen   | %    |
| ----------------------------------------------------------- | ---------------------------------- | --------- | ---- |
| Daniel arap Moi                                             | Kenya African National Union       | 2.500.865 | 40,4 |
| Mwai Kibaki                                                 | Democratic Party                   | 1.911.742 | 30,9 |
| Raila Odinga                                                | National Development Party         | 667.886   | 10,8 |
| Michael Wamalwa                                             | FORD – Kenya                       | 505.704   | 8,2  |
| Charity Ngilu                                               | Social Democratic Party            | 488.600   | 7,9  |
| Martin Shikuku                                              | FORD – Asili                       | 36.512    | 0,6  |
| Katama Mkangi                                               | Kenya National Congress            | 23.554    | 0,4  |
| George Anyona                                               | Kenya Social Congress              | 16.428    | 0,3  |
| Kimani wa Nyoike                                            | FORD – People                      | 8.306     | 0,1  |
| Koigi wa Wamwere                                            | Kenya National Democratic Alliance | 7.745     | 0,1  |
| Munyua Waiyaki                                              | United Patriotic Party             | 6.194     | 0,1  |
| Godfrey M’ Mwereria                                         | Green African Party                | 4.627     | 0,1  |
| Wangari Maathai                                             | Labour Party                       | 4.246     | 0,1  |
| Stephen Oludhe                                              | Independent Economic Party         | 3.691     | 0,1  |
| David Waweru Ng’ethe                                        | Umma Patriotic Party               | 3.584     | 0,1  |
| Gesamt                                                      | Gesamt                             | 6.189.684 | 100  |
|                                                             |                                    |           |      |
| Wahlberechtigte                                             | Wahlberechtigte                    | 9.063.390 |      |
|                                                             |                                    |           |      |
| Quelle: Dieter Nohlen, Elections in Africa: A Data Handbook |                                    |           |      |

### Parlamentswahl
| Listen | Stimmen | %   | Mandate |
| --- | ------- | --- | ------- |
| Kenya African National Union | –       | –   | 107     |
| Gesamt | 0       | 100 | 222     |
| |         |     |         |
| Quellen: African Elections Database – Electoral commission, Ergebnis nach Wahlkreisen – The Kenya Gazette, gewählte Abgeordnete |         |     |         |